# Église Notre-Dame-de-l'Assomption d'Izernore
L'église Notre-Dame-de-l'Assomption est une église située à Izernore dans le département de l'Ain. 

## Protection
Le chœur de l'église fait l’objet d’une inscription au titre des monuments historiques depuis le 9 juillet 1926.